# RuneScape
RuneScape – gra komputerowa z gatunku MMORPG osadzona w świecie fantasy, stworzona w 2001 roku przez firmę Jagex Ltd. Głównym zadaniem w grze jest wcielenie się w jedną z dostępnych postaci i wykonywanie misji oraz wchodzenie w interakcje z innymi graczami. RuneScape jest dostępną grą free-to-play.

## Rozgrywka
Technologia Jagex pozwala uczestniczyć w rozgrywce bezpośrednio z poziomu przeglądarki (do działania wymagany jest plugin Java), jednakże istnieje możliwość korzystania z gry za pomocą desktopowego klienta.
Istnieje 27 różnych umiejętności (z czego 10 jest dostępne wyłącznie dla graczy, którzy wykupili specjalne członkostwo), między innymi: zbieranie drewna, rozpalanie ognisk, łowienie ryb, piekarstwo, ogrodnictwo, polowanie na potwory za pomocą pułapek i wiele innych. Za wykorzystywanie umiejętności gracz otrzymuje punkty doświadczenia. Wyższe poziomy doświadczenia dają nowe możliwości wykorzystywania danych umiejętności i poprawiają ich skuteczność. Maksymalny poziom każdej umiejętności wynosi 99 (z wyjątkiem umiejętności Dungeoneering, Invention i Slayer, których maksymalny poziom wynosi 120).
Postać może poruszać się po świecie na własnych nogach, co ze względu na wielkość świata jest jednak dość czasochłonne. Twórcy udostępnili więc szybsze metody poruszania się, takie jak teleportacja (tylko do konkretnych punktów), latanie na lotni, latających dywanach (tylko na pustyni), balonami, żeglugę pasażerską, czy czarter statków.

## Misje
W grze dostępne są misje, w których nagrodami są przedmioty, doświadczenie, złoto lub dodatkowe umiejętności. Po utworzeniu konta gracz musi przejść samouczek, po którego ukończeniu zostanie przeniesiony do świata gry, gdzie dostępne są misje. Dla graczy bez wykupionej subskrypcji jest ich tylko 40, dla posiadaczy przedpłaty dostępnych jest 190. Łącznie wszystkich misji jest ponad 230. Po ukończeniu każdej misji gracz otrzymuje tzw. "Punkty Misji", które potrzebne są do rozpoczęcia zadań takich jak: "Swan song", "Recipe for a Disaster" czy "While Guthix sleeps". Dawniej służyły one jako przelicznik handlowy gracza. Maksymalna liczba "Punktów Misji" wynosi 418. Gracz bez członkostwa może ich zdobyć 72. W momencie ukończenia wszystkich misji gracz otrzymuje możliwość kupienia specjalnego bonusu – peleryny.

## Muzyka
Utwory ze ścieżki dźwiękowej gry stworzono przy użyciu instrumentów muzycznych, takich jak: gitara, instrumenty klawiszowe, dwoje skrzypiec, kontrabas, perkusja (także melodyjna – dzwonki, kotły), harfa, akordeon, trąbka, saksofony oraz chór. W czerwcu 2022 dostępnych było 1341 utworów.